# Mammillaria guelzowiana
Mammillaria guelzowiana (укр. Мамілярія Гюльцова, Мамілярія гюльцовіана) —сукулентна рослина з роду мамілярія (Mammillaria) родини кактусових (Cactaceae).

## Етимологія
Видова назва дана на честь відомого німецького колекціонера з Берліна Роберта Гюльцова.

## Морфологічний опис

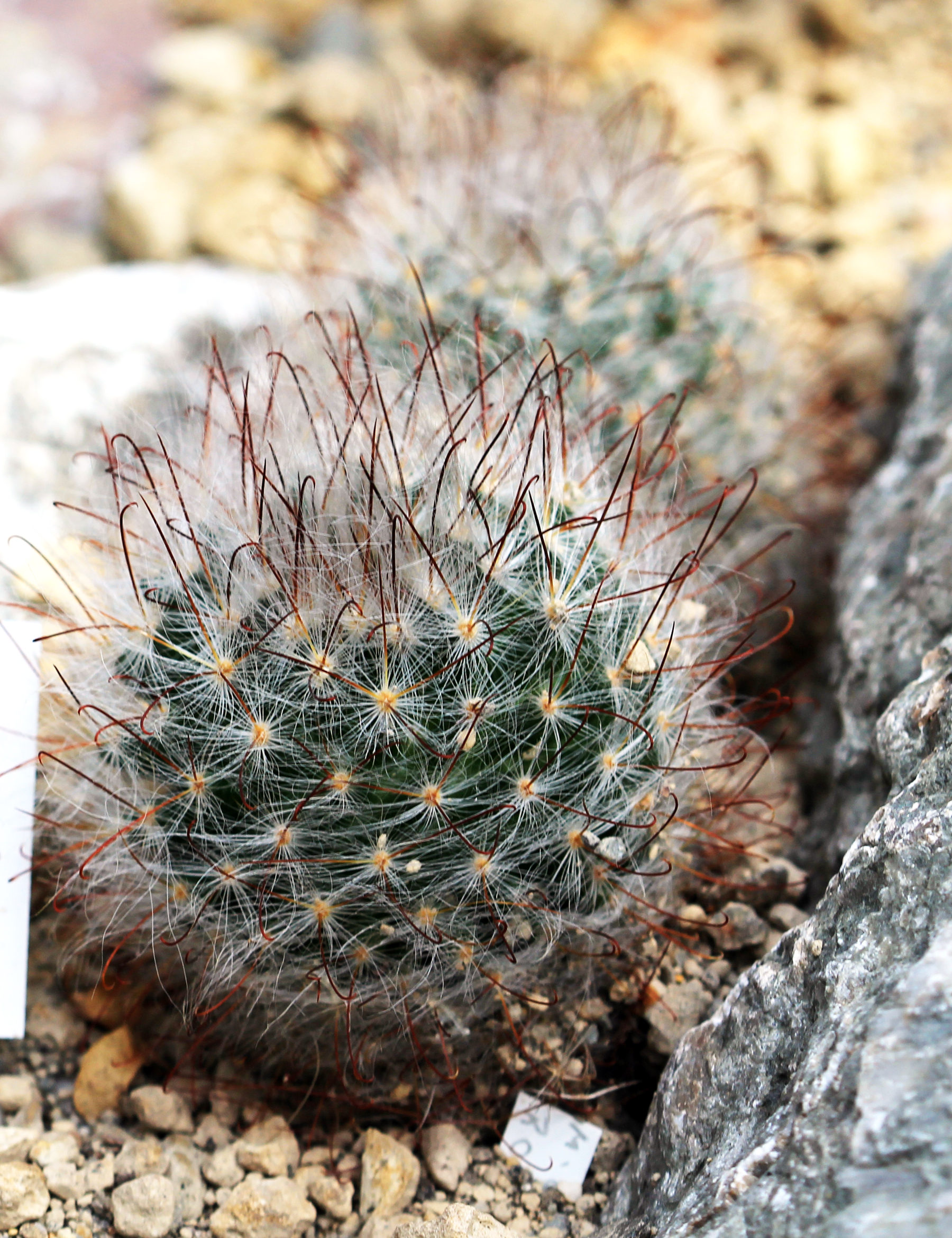
Mammillaria guelzowiana в Ботанічному саду Карлового університету, в Празі, Чехія

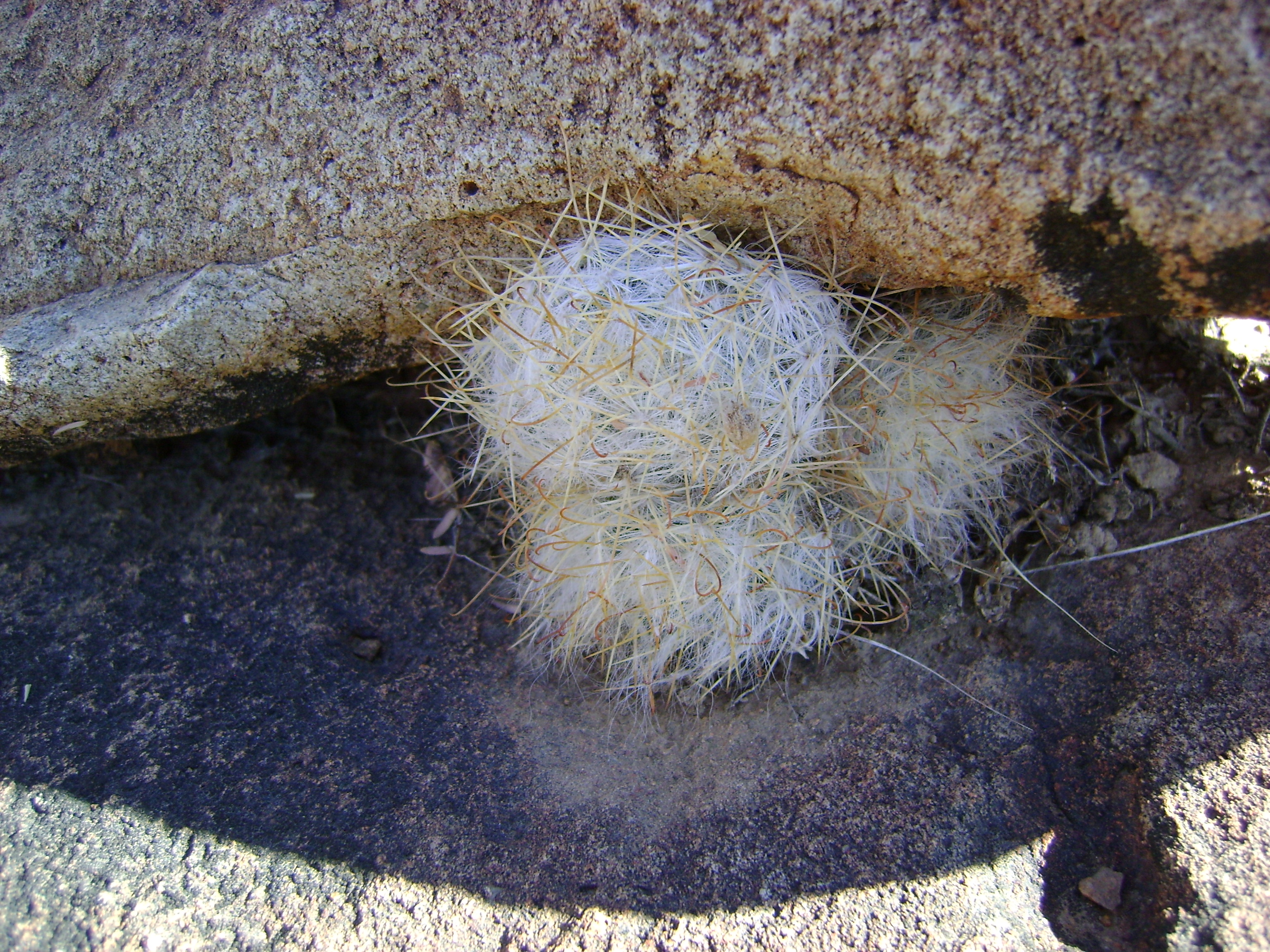
Mammillaria guelzowiana у природних умовах в Ріо-Назас, штат Дуранго

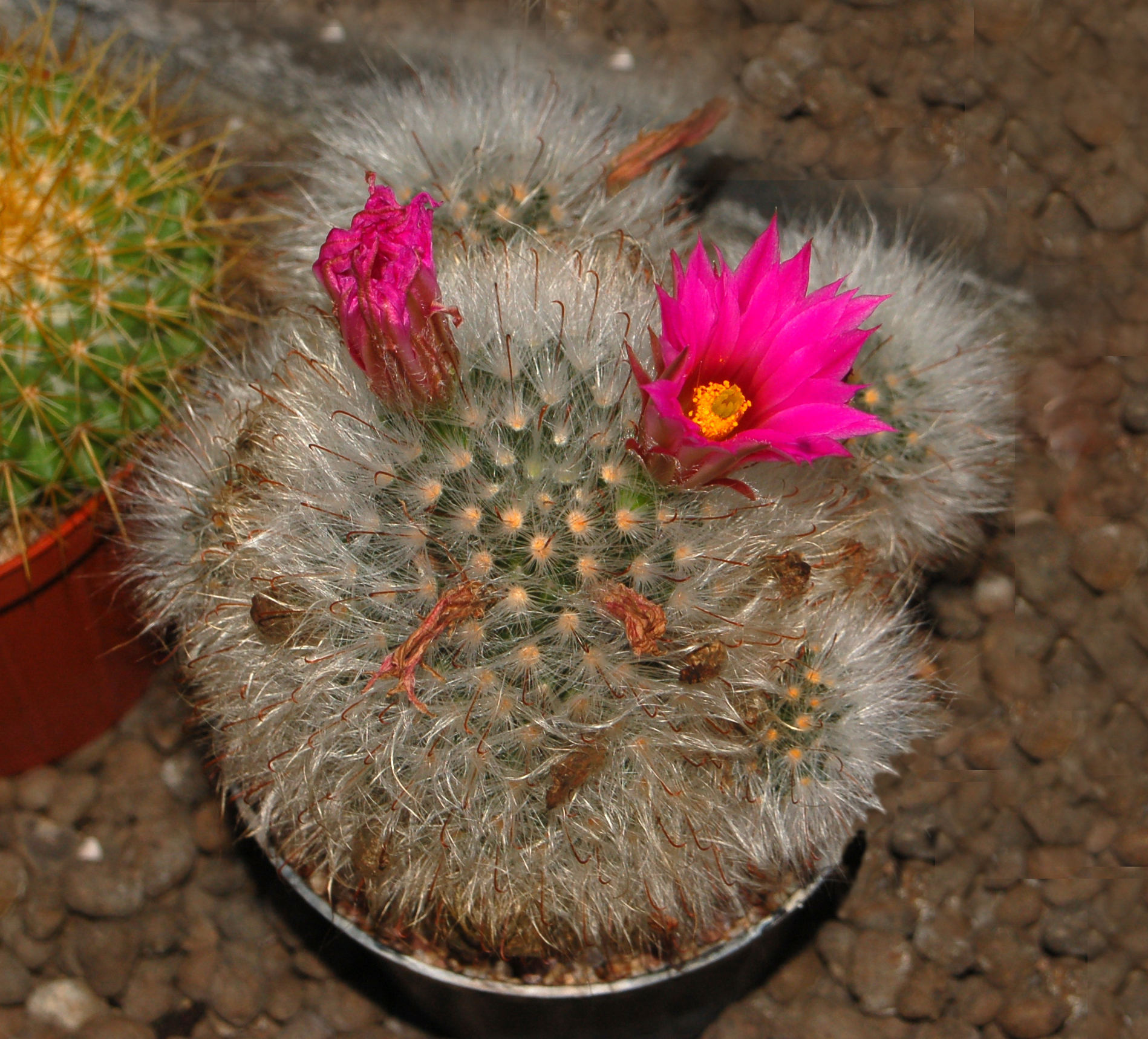
Mammillaria guelzowiana в Ботанічному саду Генуезького університету, Італія

Рослини спочатку поодинокі, пізніше групуються, апікально придавлені.
| Орган              | Опис |
| Коріння            | |
| Стебло             | кулясте з придавленою верхівкою, до 7 см заввишки, 4-10 см в діаметрі (до 10 см в діаметрі — в культурі). |
| Епідерміс          | |
| Маміли             | конічні до циліндричних, в'ялі, без молочного соку. |
| Ареоли             | |
| Аксили             | голі. |
| Центральні колючки | 1-6 (в первісному описі центральна колючка зафіксована одна, але пізніше були зареєстровані 6 прямих центральних колючок), тонкі, голчасті, червонувато-коричневі або жовті, (Mammillaria guelzowiana var. splendens — має жовті центральні колючки), завдовжки 8-25 мм, зазвичай від 8 до 10 (Mammillaria guelzowiana var. robustior — має центральні колючки до 25 мм завдовжки), одна з них з гачком. |
| Радіальні колючки  | численні, приблизно від 60 до 80, волосоподібні, сплутаність, переплетені, гладкі, білуваті, до 15 мм завдовжки. |
| Квіти              | великі, дзвоникоподібні, яскраві, насичено темно-пурпурно-червоні (рожеві), блідіші до країв пелюсток, до 4 см завдовжки, в діаметрі від 5 до 7 см. |
| Бутони             | |
| Зовнішні пелюстки  | |
| Внутрішні пелюстки | |
| Тичинки            | |
| Маточка            | |
| Плоди              | маленькі, майже кулясті, блідо-червоні або жовтувато-білі, до 8 мм завдовжки, часто залишаються серед колючок і не виступають з них. |
| Насіння            | чорне. |

## Ареал
Цей вид є ендемічною рослиною Мексики. Ареал зростання розташований у штаті Дуранго. Рослини були знайдені на трав'янистих вершинах гір, вздовж долини Ріо-Назас.

## Екологія
Цей кактус росте на вулканічних скельних відслоненнях в напівпустелі на висоті від 1 300 до 1 700 метрів над рівнем моря.

## Охоронні заходи
Mammillaria guelzowiana входить до Червоного списку Міжнародного союзу охорони природи видів з найменшим ризиком (LC).
За оцінками, чисельність рослин у 1994 році становила понад 10 000 рослин. Наступне обстеження у 2000 році показало, що чисельність скоротилася більш ніж на 95 % до менш ніж 500 рослин. Це, напевно, було пов'язано із заморозками у місцях проживання у 1997 році. Тому в раніше опублікованому Червоному Списку МСОП за 2002 рік, рослина входила до категорії «Види на межі зникнення» (CR). Наразі популяція перебуває у стані відновлення.
Цей вид мамілярій охороняється законом у Мексиці, як такий, що входить до національного списку видів, що знаходяться на межі вимирання, де він входить до категорії «під загрозою».
Охороняється Конвенцією про міжнародну торгівлю видами дикої фауни і флори, що перебувають під загрозою зникнення (CITES).

## Утримання в культурі
Mammillaria guelzowiana — одна з найшанованіших крупноквіткових мамілярій.

 Рекомендуються проникна ґрунтова суміш, багата на крупнозернистий пісок.

 Поливати потрібно дуже обережно, щоб вода не потрапляла на саму рослину. Не рекомендується поливати рослину, поки земля повністю не просохне. Взимку практично взагалі не поливають.

 Рослину не рекомендується турбувати без потреби і пересаджувати тільки у випадку, коли коріння починають вилазити з посуду.

 Потребує хорошого дренажу. У земляний субстрат рекомендується додавати биту цеглу — для впитування надлишку вологи.

## Систематика
Через квіти, що виділяються своїм розміром серед інших мамілярій, Mammillaria guelzowiana разом з Mammillaria longiflora була виділена Куртом Бакебергом в окремий рід Krainzia (укр. Крайнція). Ця назва набула широкого поширення в Європі.